# Le Freney-d'Oisans
Le Freney-d'Oisans är en kommun i departementet Isère i regionen Auvergne-Rhône-Alpes i sydöstra Frankrike. Kommunen ligger i kantonen Le Bourg-d'Oisans som tillhör arrondissementet Grenoble. År 2022 hade Le Freney-d'Oisans 255 invånare.

## Befolkningsutveckling
Antalet invånare i kommunen Le Freney-d'Oisans
Referens:INSEE